# Khsuem
Khsuem es una comuna (khum) del distrito de Snuol, en la provincia de Kratié, Camboya. En marzo de 2008 tenía una población estimada de 9064 habitantes.
Se encuentra ubicada al este del país, cerca de la orilla del río Mekong y de la frontera con Vietnam.